# Euphorbia calcicola
Euphorbia calcicola là một loài thực vật có hoa trong họ Đại kích. Loài này được Fernald mô tả khoa học đầu tiên năm 1901.